# Gare de Saint-Genouph
La gare de Saint-Genouph est une halte ferroviaire française de la ligne de Tours à Saint-Nazaire, située sur le territoire de la commune de Saint-Genouph, dans le département d'Indre-et-Loire, en région Centre-Val de Loire.
C'est une halte ferroviaire de la Société nationale des chemins de fer français (SNCF), elle est desservie par des trains express régionaux TER Centre-Val de Loire.

## Situation ferroviaire
Établie à 46 m d'altitude, la gare de Saint-Genouph est située au point kilométrique (PK) 244,879 de la ligne de Tours à Saint-Nazaire entre les gares de Saint-Pierre-des-Corps et de Savonnières.

## Histoire
En 1846 les travaux de construction du chemin de fer de Tours à Nantes permettent la découverte des objets de l'âge du Bronze près du hameau de Montils à Saint-Genouph. La compagnie du chemin de fer de Tours à Nantes met en service la section de Tours à Saumur en décembre 1848.
La station existe lorsque le 6 juin 1899 est signalée la présence d'une plante (Lepidium draba L.) dans ses environs.
En 2009 la gare est desservie par 4 trains par jour en semaine, le temps de parcours pour la gare de Tours est de 8 minutes. L'étude précise qu'elle est située dans une zone non constructible et qu'il s'agit d'une zone naturelle protégée inondable. Il n'y a pas de correspondances avec d'autres réseaux de transports.

## Services voyageurs

### Accueil
Halte SNCF, c'est un point d'arrêt non géré (PANG), équipé de deux quais avec abris l'accès et le passage d'une voie à l'autre se fait par le passage à niveau de la rue de la Gare.

### Desserte
Saint-Genouph est desservie par des trains TER Centre-Val de Loire de la ligne no 28 Tours - Saumur, et la ligne no 128 entre Tours et Angers.

### Intermodalité
Un abri pour les vélos comporte 6 places et un parking pour quatre véhicules (dont une place réservée pour les personnes à mobilité réduite) est aménagé au Nord du passage à niveau.